# احمد موسی میرزا
احمد موسی میرزا (عربی: أحمد موسى؛ زادهٔ ۲۳ اکتبر ۱۹۷۶) بازیکن فوتبال اهل کویت بود.
از باشگاه‌هایی که در آن بازی کرده‌است می‌توان به باشگاه ورزشی النصر کویت و باشگاه ورزشی العربی کویت اشاره کرد.
وی همچنین در تیم ملی فوتبال کویت بازی کرده‌است.